# What's Going On (album, Marvin Gaye)
What's Going On je jedenácté studiové album amerického zpěváka Marvina Gaye, vydané v květnu 1971 u vydavatelství Tamla Records. V roce 2003 jej americký časopis Rolling Stone zařadil na šesté místo v žebříčku 500 nejlepších alb všech dob, titulní píseň o rok později zařadil na čtvrté místo do žebříčku 500 nejlepších písní všech dob.

## Seznam skladeb
| Pořadí         | Název                                   | Autor                                     | Délka |
| -------------- | --------------------------------------- | ----------------------------------------- | ----- |
| 1.             | What's Going On                         | Marvin Gaye, Al Cleveland, Renaldo Benson | 3:53  |
| 2.             | What's Happening Brother                | Gaye, James Nyx                           | 2:43  |
| 3.             | Flyin' High (In the Friendly Sky)       | Gaye, Anna Gordy Gaye, Elgie Stover       | 3:49  |
| 4.             | Save the Children                       | Gaye, Cleveland, Benson                   | 4:03  |
| 5.             | God Is Love                             | Gaye, A. Gaye, Stover, Nyx                | 1:41  |
| 6.             | Mercy Mercy Me (The Ecology)            | Gaye                                      | 3:16  |
| 7.             | Right On                                | Gaye, Earl DeRouen                        | 7:31  |
| 8.             | Wholy Holy                              | Gaye, Benson, Cleveland                   | 3:08  |
| 9.             | Inner City Blues (Make Me Wanna Holler) | Gaye, Nyx                                 | 5:26  |
| Celková délka: | Celková délka:                          | Celková délka:                            | 35:38 |

## Obsazení
- Marvin Gaye – zpěv, doprovodné vokály, klavír, mellotron
- Jackie Hicks – doprovodné vokály
- Marlene Barrow – doprovodné vokály
- Louvain Demps – doprovodné vokály
- Mel Farr – doprovodné vokály
- Lem Barney – doprovodné vokály
- Bobby Rogers – doprovodné vokály
- Elgie Stover – doprovodné vokály
- Kenneth Stover – doprovodné vokály
- Gordon Staples – housle
- Zinovi Bistritzky – housle
- Beatriz Budinzky – housle
- Richard Margitza – housle
- Virginia Halfmann – housle
- Felix Resnick – housle
- Alvin Score – housle
- Lillian Downs – housle
- James Waring – housle
- Edouard Kesner – viola
- Meyer Shapiro – viola
- David Ireland – viola
- Nathan Gordon – viola
- Italo Babini – violoncello
- Thaddeus Markiewicz – violoncello
- Edward Korkigan – violoncello
- Max Janowsky – kontrabas
- Carole Crosby – harfa
- Dayna Hardwick – flétna
- William Perich – flétna
- Larry Nozero – saxofon
- Angelo Carlisi – saxofon
- George Benson – saxofon
- Tate Houston – saxofon
- John Trudell – trubka
- Maurice Davis – trubka
- Carl Raetz – pozoun
- Eli Fontain – altsaxofon
- Wild Bill Moore – tenorsaxofon
- Johnny Griffith – celesta, klávesy
- Earl Van Dyke – klávesy
- Jack Brokensha – vibrafon, perkuse
- Joe Messina – kytara
- Robert White – kytara
- James Jamerson – baskytara
- Bob Babbitt – baskytara
- Chet Forest – bicí
- Jack Ashford – tamburína, perkuse
- Eddie „Bongo“ Brown – bonga, konga
- Earl DeRouen – bonga, konga
- Bobbye Hall – bonga